# حصار الحضر
حصار الحضر في عامي 197-198 هو الحصار الثاني للحضر الذي فرضه سيبتيموس سيفيروس خلال الحرب الرومانية البارثية بين عامي 194 و198 . أراد غزو الحضر لوجود معبد غنيّ بها. إلا أن محاولته باءت بالفشل، إذ دُمِّرت العديد من آلياته وجُرح العديد من رجاله. فتخلى عن الحصار وسحب قواته إلى سوريا.
سقوط الحضر في عام 198م كان له تأثير كبير على المنطقة، حيث أدى إلى تدمير المدينة وتدمير معابدها ومكتباتها، مما شكل ضربة قاسية للثقافة والاقتصاد المحلي. كما أن الحصار أظهر قوة الإمبراطورية الرومانية وقدرتها على قهر المدن المحصنة.
خلال الحملة، استخدم الرومان تقنيات الحصار المتقدمة، بما في ذلك بناء آلات الحصار وتطويق المدينة. ومع ذلك، لم يتمكنوا من اختراق تحصيناتها القوية. بعد فترة من الزمن، اضطر سيفيروس إلى سحب قواته بسبب صعوبات لوجستية ومقاومة شديدة من المدافعين. هذا الفشل الروماني في الاستيلاء على الحضر يعكس قوة التحصينات العسكرية للمدينة واستعداد سكانها للدفاع عنها. على الرغم من أن الحضر لم تسقط في هذا الحصار، إلا أن محاولات أخرى من قبل الرومان في السنوات التالية كانت أكثر نجاحًا.